# Laventie
Laventie település Franciaországban, Pas-de-Calais megyében. Lakosainak száma 5007 fő (2022. január 1.). Laventie Aubers, Fleurbaix, La Gorgue, Neuve-Chapelle, Richebourg és Sailly-sur-la-Lys községekkel határos.

## Népesség
A település népességének változása:
| Lakosok száma | 4967 | 4982 | 5068 | 4994 | 5000 | 4979 | 4969 | 4969 | 5007 |
|               | 2013 | 2015 | 2016 | 2017 | 2018 | 2019 | 2020 | 2021 | 2022 |